# William Crawford (peintre)
Pour les articles homonymes, voir William Crawford (homonymie) et Crawford.
William Crawford, né en 1822 à Ayr et mort en 1869, est un peintre écossais.

## Œuvres
- More Free than Welcome, exposée à la Royal Academy, 1867[1]